# Уильям де Румар, 1-й граф Линкольн
Вильгельм (Гильом) де Румар (фр. Guillaume de Roumare; около 1096 — около 1161) — англонормандский аристократ, сеньор де Румар и де Болингброк, граф Линкольн с 1143 года, участник гражданской войны в Англии 1135—1154 годов.

## Биография
Вильгельм был сыном Рожера Фиц-Джеральда (ум. до 1098), нормандского рыцаря и сеньора Румара, небольшого владения к северо-западу от Руана. Мать Вильгельма — некая Люси из Болингброка, происходила из знатной англосаксонской семьи и обладала существенными земельными владения в Линкольншире.
В период правления Генриха I Вильгельм де Румар был комендантом замка Нёвмарш на границе Нормандии и Иль-де-Франса, который он успешно защищал во время восстания нормандских баронов 1118—1119 гг. Известно также, что Вильгельм принимал участие в битве при Бремюле в 1119 году, сражаяся в войсках Генриха I против армии французского короля Людовика VI. По легенде, в 1120 году Вильгельм должен был отплыть из Нормандии вместе с остальными вельможами на «Белом корабле», но в последний момент сошёл на берег, что спасло его от гибели в кораблекрушении.
Вскоре отношения Вильгельма де Румара с королём Генрихом I испортились, вероятно в связи с вопросом наследования линкольнширских владений его матери: Ранульф ле Мешен, третий супруг матери Вильгельма, уступил её земли королю в обмен на графство Честер. Уже в 1122 году Румар присоединился к новому мятежу нормандских аристократов во главе с Амори III де Монфором и Галераном де Бомоном против короля и продолжал боевые действия до тех пор, пока Генрих I не передал Вильгельму бо́льшую часть земель его матери. На протяжении последующих лет Румар оставался верным соратником короля, часто сопровождал Генриха I в его поездках по Англо-Нормандской монархии и исполнял функции юстициара Нормандии.

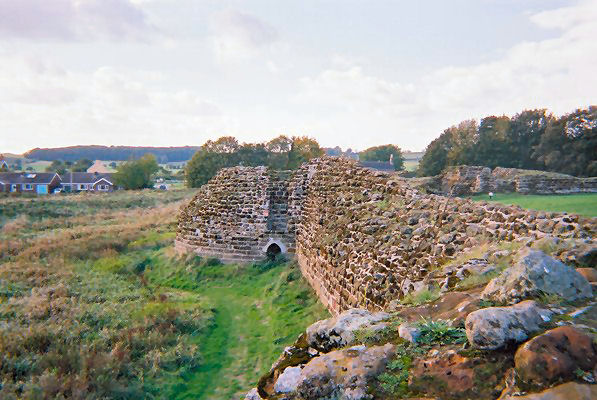
Руины замка Болингброк, построенного Вильгельмом де Румаром

После смерти Генриха I в 1035 году Вильгельм поддержал вступление на престол Стефана Блуаского, а после начала гражданской войны занимался обороной Нормандии от войск императрицы Матильды, претендующей на английскую корону. Однако передача королём титула графа Линкольна Вильгельму д’Обиньи привела к разрыву Румара со Стефаном Блуаским. В 1140 г. вместе со своим сводным братом Ранульфом де Жерноном, графом Честера, Вильгельм де Румар организовал заговор против Генриха Шотландского, которому король передал обширные владения в североанглийских графствах. Хотя заговор провалился, Вильгельму и Ранульфу удалось хитростью захватить город и замок Линкольн. Стефан Блуаский, прибывший в декабре 1140 г. в Линкольн, был вынужден пойти на уступки: Ранульф де Жернон получил административную власть над Линкольнширом, а также замки Линкольн и Дерби, а Вильгельм де Румар был пожалован титулом графа Линкольна. Однако уже в январе 1141 года неожиданной атакой король захватил город Линкольн и осадил замок. Это вызвало переход Ранульфа де Жернона на сторону императрицы Матильды. 2 февраля 1141 года войска Ранульфа и Роберта Глостерского разгромили королевскую армию в сражении при Линкольне и захватили Стефана в плен.
Пленение короля продолжалось до ноября 1141 года, когда он был обменян на Роберта Глостерского, попавшего в плен в битве при Винчестере. После освобождения Стефана Вильгельм де Румар, очевидно, примирился с королём, поскольку его титул графа Линкольна был подтверждён. Вскоре Вильгельм отправился в паломничество в Сантьяго-де-Компостелу. В 1143 г. граф основал цистерцианский монастырь в Ривесби, Линкольншир, настоятелем которого стал Эйлред, будущий аббат Риво, писатель и католический святой. В конце жизни Вильгельм де Румар также удалился в монастырь Ривесби, где и скончался, вероятно около 1161 года. Титул графа Линкольна был в период восстания Ранульфа де Жернона в 1147 году конфискован и передан Гилберту де Ганду, верному соратнику короля Стефана.

## Брак и дети
Вильгельм де Румар был женат на Хависе де Ревьер (ум. после 1161), сестре Болдуина де Ревьера, графа Девона, и дочери Ричарда, сеньора де Ревьера, и Аделизы Певерел. Их дети:
- Вильгельм II де Румар (ок. 1117—1151), женат (после 1143) на Агнессе Омальской, дочери Стефана Омальского и Хависы де Мортимер. Их дети:
  - Вильгельм III де Румар (ум. 1198), возможно с 1160 по 1166 гг. носил титул графа Линкольна, женат первым браком на некой Алисе, вторым браком на Филиппе Алансонской (ум. до 1223), дочери Жана I, графа Алансонского;
  - Роберт;
  - Рожер;
- Хависа де Румар (р. ок. 1117), возможно замужем за Гилбертом де Гандом, графом Линкольна.